# Ирментруда де Руси
Ирментруда де Руси (ок. 951 — 5 мая 1005) — французская аристократка, дочь графа Рено де Руси и его жены Альберады Лотарингской, дочери Гилберта, герцога Лотарингского. По первому браку она была графиней Макона, по второму — графиней Бургундской

## Биография
К 971 году Эрментруда вышла замуж за Обри II де Макона и, таким образом, стала графиней Макона. У них были дети:
- Лето, архиепископ Безансонский ;
- Обри, аббат Сен-Поль де Безансон;
- Беатрис де Макон (ум. 1030), вышла замуж в 975 году за графа Жоффруа I де Гатине, а затем за графа Гуго дю Перша;
- Возможно, дочь, предполагаемая супруга Эбля де Пуатье, сына Гильома IV Аквитанского и Эммы де Блуа; возможно, они были родителями Эблеса I из Руси и всех его братьев и сестер, включая Иветту де Руси, жену Манассии II или Манассии III из Ретеля[6].

Она также вышла замуж за Отто-Гильома, графа Бургундского. У них были дети:
- Ги I де Макон[8];
- Матильда вышла замуж за Ландри Неверского;
- Герберга вышла замуж за Гильома II Прованского[9];
- Рено I, граф Бургундский;
- Агнесса Бургундская.